# Amazonas (region)
Region Amazonas je jeden z 25 regionů (departementů), na které se dělí republika Peru. 
Nachází se na severu země. Na severu a na západě hraničí s Ekvádorem, na západě s regionem Cajamarca. Na jihu pokračuje hranice s regionem La Libertad a na východě s regiony Loreto a San Martín. Jeho hlavním městem je město Chachapoyas. Žije zde přibližně 434 tisíc obyvatel.
V regionu se nachází jeden z nejvyšších vodopádů v Jižní Americe, Gocta.

## Památky

### Kuélap
S krajinou strmých říčních soutěsek a hor je Amazonas sídlem Kuélap, obrovské kamenné pevnosti obklopující více než 400 kamenných struktur; byla postavena na hoře vysoké asi 3 000 metrů, počínaje asi rokem 500 n. l. a byla osídlena do poloviny 16. století. Je to jedno z hlavních archeologických nalezišť v Peru.